# Reichsleiter

Bandera de mando para quienes ostentaban el título de Reichsleiter.

Reichsleiter (pronunciación en alemán: /ˈʁaɪ̯çsˌlaɪ̯tɐ/; literalmente: «Líder del Reich») fue el rango político más alto dentro del Partido Nacionalsocialista Obrero Alemán, subordinado únicamente a Adolf Hitler. Este cargo designaba a los principales dirigentes del partido, responsables de supervisar áreas clave dentro de su estructura. Los Reichsleiter operaban desde la Casa Parda en Múnich y desempeñaban funciones de liderazgo estratégico en la administración del partido y la formulación de políticas del régimen nazi. La mayor parte de los Reichsleiter fueron nombrados el 2 de junio de 1933 y mantuvieron su posición hasta el final de la Segunda Guerra Mundial.
Todos los Reichsleiter formaban la Dirección General del Partido llamada Reichsleitung, hecho que les daba el privilegio de sentarse en la primera fila durante las reuniones celebradas en la Casa Parda, sede del NSDAP de Múnich. El rango de Reichsleiter también representaba al más alto nivel militar asignado a los miembros del Consejo Nacional del Partido, por encima de los Gauleiter.
Algunos de los Reichsleiter más conocidos incluyen a figuras como Joseph Goebbels, encargado de la propaganda, y Heinrich Himmler, jefe de las SS (Schutzstaffel), quien fue responsable de la seguridad del Estado.
A lo largo del régimen nazi, los Reichsleiter participaron activamente en la toma de decisiones y en la ejecución de las políticas del Tercer Reich, incluyendo la persecución de opositores políticos, la implementación de leyes raciales y la expansión territorial de la Alemania nazi. El cargo de Reichsleiter simbolizaba una estrecha relación con el poder absoluto de Hitler, quien, aunque mantenía la autoridad suprema, confiaba en estos altos funcionarios para llevar a cabo su visión y consolidar el control totalitario del Estado.

## Lista deReichsleiter
- Rudolf Hess, Vice-Führer.
- Joseph Goebbels, Reichleiter para Propaganda.
- Max Amann, Reichleiter para la Prensa.
- Franz Xaver Schwarz, tesorero del Reich.
- Philipp Bouhler, jefe de la Cancillería del Führer.
- Alfred Rosenberg, representante del Führer.
- Hans Frank, ministro del Reich.
- Robert Ley, Reichleiter para Organización.
- Karl Fiehler, jefe de la Oficina para Política Municipal.
- Walter Buch, jefe del Oberstes Parteigericht.
- Walther Darré, ministro del Reich.
- Otto Dietrich, jefe de Prensa del Reich.
- Heinrich Himmler, Reichführer-SS y jefe de la Policía.
- Baldur von Schirach, Reichleiter para la Educación de la Juventud, Juventudes Hitlerianas.
- Konstantin Hierl, Líder del Servicio de Trabajo del Reich, Reichsarbeitsdienst.
- Adolf Hühnlein, Korpsführer del NSKK.
- Franz Ritter von Epp, jefe de la Oficina de Política Colonial.
- Wilhelm Grimm, jefe de la Segunda Cámara del Oberstes Parteigericht.
- Ernst Röhm, jefe del Estado Mayor de las SA.
- Victor Lutze, jefe del Estado Mayor de las SA.
- Martin Bormann, jefe de la Cancillería del Partido.